# Piedimulera
Piedimulera est une commune italienne dans la vallée Anzasca, province du Verbano-Cusio-Ossola, dans la région du Piémont en Italie, d'où s'élèvent les contreforts de la face Est du Mont Rose.

## Administration
| Période                                  | Période | Identité | Étiquette | Qualité |
| ---------------------------------------- | ------- | -------- | --------- | ------- |
|                                          |         |          |           |         |
| Les données manquantes sont à compléter. |         |          |           |         |

### Frazione
Cimamulera, Mezzamulera, Meggiana, Gozzi sopra, Gozzi sotto, Morlongo, Madonna, Colletto, Apri, La piana, Pairazzi, San Giuseppe, Catarnallo, Crosa

### Communes limitrophes
Calasca-Castiglione, Pallanzeno, Pieve Vergonte, Vogogna, Seppiana